# Na Carreira - Ao Vivo
Na Carreira - Ao Vivo é um disco duplo do músico brasileiro Chico Buarque, lançado em 2012.
A gravação ao vivo ocorreu em fevereiro de 2012 no Vivo Rio, durante um dos shows de sua turnê.
A turnê passou por nove cidades brasileiras entre novembro de 2011 e maio de 2012, totalizando cerca de 150 mil espectadores.
O disco contém 10 músicas do último disco de estúdio Chico, de 2011; e mais 20 canções de outros álbuns.

## Faixas[4]

### CD 1
| N.º | Título              | Compositor(es)           | Duração |  |
| 1.  | "O Velho Francisco" | C. Buarque               |         |  |
| 2.  | "De volta ao samba" | C. Buarque               |         |  |
| 3.  | "Desalento"         | C. Buarque, V. de Moraes |         |  |
| 4.  | "Injuriado"         | C. Buarque               |         |  |
| 5.  | "Querido Diário"    | C. Buarque               |         |  |
| 6.  | "Rubato"            | C. Buarque, J. Helder    |         |  |
| 7.  | "Choro Bandido"     | C. Buarque, E. Lobo      |         |  |
| 8.  | "Essa Pequena"      | C. Buarque               |         |  |
| 9.  | "Tipo um baião"     | C. Buarque               |         |  |
| 10. | "Se eu soubesse"    | C. Buarque               |         |  |
| 11. | "Sem você nº 2"     | C. Buarque               |         |  |
| 12. | "Bastidores"        | C. Buarque               |         |  |
| 13. | "Todo o sentimento" | C. Buarque, C. Bastos    |         |  |
| 14. | "O meu amor"        | C. Buarque               |         |  |
| 15. | "Teresinha"         | C. Buarque               |         |  |

### CD 2
| N.º | Título             | Compositor(es)        | Duração |  |
| 1.  | "Ana de Amsterdam" | C. Buarque, R. Guerra |         |  |
| 2.  | "Anos Dourados"    | C. Buarque, T. Jobim  |         |  |
| 3.  | "Sob Medida"       | C. Buarque            |         |  |
| 4.  | "Nina"             | C. Buarque            |         |  |
| 5.  | "Valsa Brasileira" | C. Buarque, E. Lobo   |         |  |
| 6.  | "Geni e o Zepelim" | C. Buarque            |         |  |
| 7.  | "Sou Eu"           | C. Buarque, I. Lins   |         |  |
| 8.  | "Tereza da Praia"  | T. Jobim, B. Blanco   |         |  |
| 9.  | "A violeira"       | C. Buarque, T. Jobim  |         |  |
| 10. | "Baioque"          | C. Buarque            |         |  |
| 11. | "Rap de Cálice"    | C. Buarque, G. Gil    |         |  |
| 12. | "Sinhá"            | C. Buarque, J. Bosco  |         |  |
| 13. | "Barafunda"        | C. Buarque            |         |  |
| 14. | "Futuros Amantes"  | C. Buarque            |         |  |
| 15. | "Na carreira"      | C. Buarque, E. Lobo   |         |  |

## Equipe[1]
- Vinicius França — produção
- Luiz Cláudio Ramos — direção musical
- João Rebouças — piano
- Bia Paes Leme — teclado e vocal
- Wilson das Neves — bateria
- Chico Batera — percussão
- Jorge Helder — contrabaixo
- Marcelo Bernardes — flauta e sopros